# Orret
Orret est une commune française située dans le département de la Côte-d'Or en région Bourgogne-Franche-Comté. Sa population est de 12 habitants au recensement de 2022.

## Géographie

### Localisation
Les communes limitrophes sont Duesme, Poiseul-la-Ville-et-Laperrière, Baigneux-les-Juifs, Étalante et Oigny.

### Géologie et relief
La superficie de la commune est de 11,37 km2 et son altitude varie de 319 à 446 mètres.

### Hydrographie
Le territoire de la commune est situé dans le bassin Seine-Normandie.
Orret est traversé par la Seine et le Revinson.

### Climat
Pour des articles plus généraux, voir Climat de la Bourgogne-Franche-Comté et Climat de la Côte-d'Or.
En 2010, le climat de la commune est de type climat des marges montargnardes, selon une étude du Centre national de la recherche scientifique s'appuyant sur une série de données couvrant la période 1971-2000. En 2020, Météo-France publie une typologie des climats de la France métropolitaine dans laquelle la commune est exposée à un climat océanique altéré et est dans la région climatique  Lorraine, plateau de Langres, Morvan, caractérisée par un hiver rude (1,5 °C), des vents modérés et des brouillards fréquents en automne et hiver. 
Pour la période 1971-2000, la température annuelle moyenne est de 9,7 °C, avec une amplitude thermique annuelle de 16,5 °C. Le cumul annuel moyen de précipitations est de 936 mm, avec 13,1 jours de précipitations en janvier et 8,5 jours en juillet. Pour la période 1991-2020, la température moyenne annuelle observée sur la station météorologique de Météo-France la plus proche, « Saint-Martin-du-M », sur la commune de Saint-Martin-du-Mont à 20 km à vol d'oiseau, est de 9,9 °C et le cumul annuel moyen de précipitations est de 938,1 mm,. Pour l'avenir, les paramètres climatiques de la commune estimés pour 2050 selon différents scénarios d'émission de gaz à effet de serre sont consultables sur un site dédié publié par Météo-France en novembre 2022.

## Urbanisme

### Typologie
Au 1er janvier 2024, Orret est catégorisée commune rurale à habitat très dispersé, selon la nouvelle grille communale de densité à 7 niveaux définie par l'Insee en 2022.
Elle est située hors unité urbaine et hors attraction des villes,.

### Occupation des sols
L'occupation des sols de la commune, telle qu'elle ressort de la base de données européenne d’occupation biophysique des sols Corine Land Cover (CLC), est marquée par l'importance des forêts et milieux semi-naturels (53,2 % en 2018), une proportion identique à celle de 1990 (53,2 %). La répartition détaillée en 2018 est la suivante : 
forêts (53,2 %), terres arables (39,6 %), prairies (5 %), zones agricoles hétérogènes (2,2 %). L'évolution de l’occupation des sols de la commune et de ses infrastructures peut être observée sur les différentes représentations cartographiques du territoire : la carte de Cassini (XVIIIe siècle), la carte d'état-major (1820-1866) et les cartes ou photos aériennes de l'IGN pour la période actuelle (1950 à aujourd'hui).

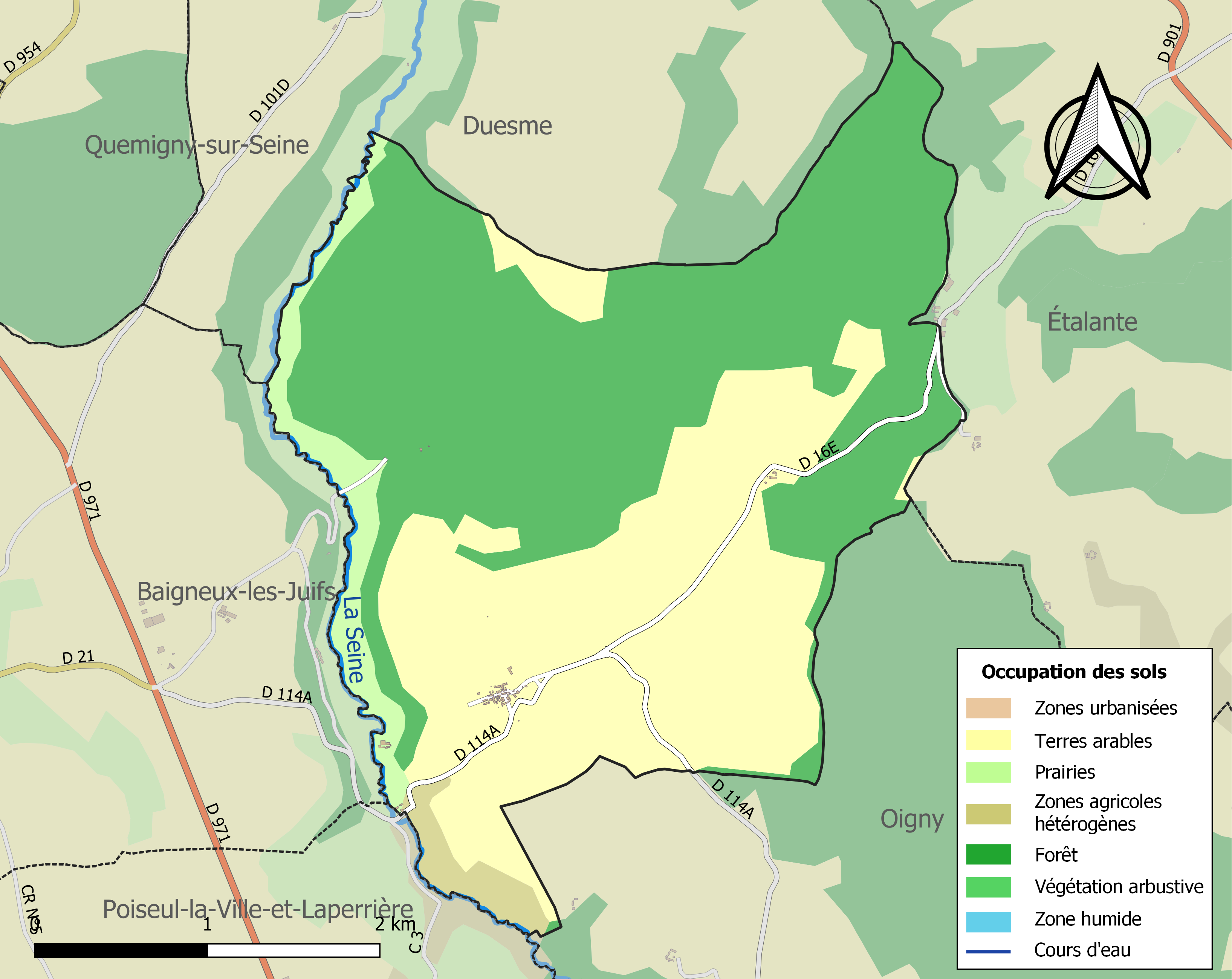
Carte des infrastructures et de l'occupation des sols de la commune en 2018 (CLC).

### Hameaux, écarts, lieux-dits
- pas de hameaux rattachés

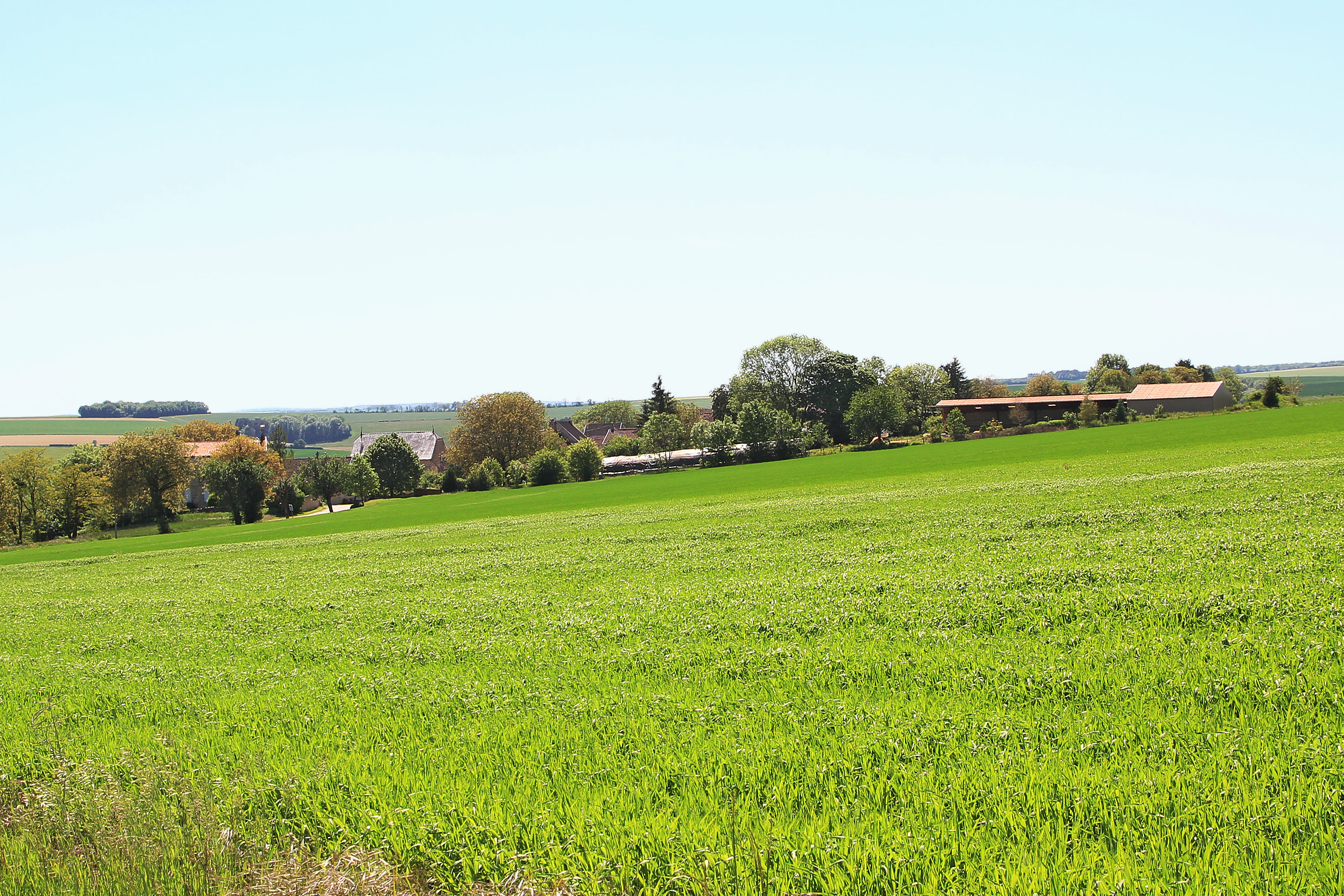

- habitat écarté : les Vieux Essarts, le Foulon, la Forge.
- lieux-dits d'intérêt local : forêt de Duesme, Notre-Dame des Bois (chapelle et maison forestière)

### Voies de communication et transports
La commune est desservie par les routes départementales D114A et D16E. La route départementale 971 (ancienne Nationale 71) de Châtillon-sur-Seine à Dijon passe au sud-ouest du territoire communal.

## Toponymie
Le nom de la localité est attesté sous les formes In pago Alsinse…, Auderato (722) ; In pago Duismense, Audrate (748) ; Orret (1513) ; Grange d’Auret (1574) ; Orrest (1577) ; Aurret (1635) ; Orey, Orrey (1657) ; Orray (1783).

## Histoire

### Préhistoire et Antiquité
Les fouilles de quelques tumulus attestent d'une occupation celtique puis gallo-romaine.

### Moyen Âge
Le village est une ancienne grange de l'abbaye d'Oigny.

### Époque moderne
En 1513, les moines l'amodient à Baigneux-les-Juifs et l'érigent en communauté en 1579. Celle-ci reste sous la dépendance de Baigneux jusqu'à la Révolution. Les habitants de la grange d'Orret, répartis en 18 feux en 1579, sollicitent de l'abbaye d'Oigny le statut de village par suite de l'augmentation du nombre de feux, de 4 en 1513 à 18.

### Époque contemporaine
La commune a donné son nom à une variété de navet méconnue. Le navet d'Orret, petit et blanc et d'excellente saveur, est cité notamment dans Les Plantes Potagères de Vilmorin-Adrieux en 1925.

## Politique et administration

### Découpage territorial
La commune se trouve dans l'arrondissement de Montbard du département de la Côte-d'Or.

#### Commune et intercommunalités
La commune est membre de la communauté de communes du Pays Châtillonnais.

#### Circonscriptions administratives
La commune est rattachée au canton de Châtillon-sur-Seine.

#### Circonscriptions électorales
Pour l'élection des députés, la commune fait partie de la quatrième circonscription de la Côte-d'Or.

### Élections municipales et communautaires

#### Liste des maires
| Période                                  | Période          | Identité          | Étiquette | Qualité              |
| ---------------------------------------- | ---------------- | ----------------- | --------- | -------------------- |
| 1805                                     | 1815             | Claude Bourceret  |           |                      |
| 1815                                     | 1835             | Jean Perrot       |           |                      |
| 1835                                     | 1859             | Jean Bourceret    |           |                      |
| 1859                                     | 1876             | Didier Misset     |           |                      |
| 1876                                     | 1909             | Auguste Perrot    |           |                      |
| 1909                                     | 1912             | Alphonse Misset   |           |                      |
| 1912                                     | 1918             | Paul Burtey       |           |                      |
| 1918                                     | 1919             | Paul Dumont       |           |                      |
| 1919                                     | 1923             | Arsène Bergeret   |           |                      |
| 1923                                     | 1928             | Charles Chalopin  |           |                      |
| 1928                                     | 1929             | Justin Noirot     |           |                      |
| 1929                                     | 1945             | Arsène Bergeret   |           |                      |
| 1945                                     | 1947             | Fernand Gallien   |           | agriculteur          |
| 1947                                     | 1953             | Charles Chalopin  |           |                      |
| 1953                                     | 1955             | Fernand Gallien   |           | agriculteur          |
| 1955                                     | 1974             | Marie Gallien     |           |                      |
| 1974                                     | 1981             | René Gallien      |           | exploitant agricole  |
| 1981                                     | 2003             | Michel Beugnot    |           |                      |
| 2003                                     | mars 2008        | Denise Zanconato  | DVG       |                      |
| mars 2008                                | mars 2014        | Stéphanie Gras    |           |                      |
| mars 2014                                | 1er juillet 2020 | Michel Beugnot    |           |                      |
| 1er juillet 2020                         | octobre 2020     | Daniel Collard    |           | Maire par délégation |
| octobre 2020                             | En cours         | Guillaume Beugnot |           |                      |
| Les données manquantes sont à compléter. |                  |                   |           |                      |

## Population et société

### Démographie
L'évolution du nombre d'habitants est connue à travers les recensements de la population effectués dans la commune depuis 1793. Pour les communes de moins de 10 000 habitants, une enquête de recensement portant sur toute la population est réalisée tous les cinq ans, les populations de référence des années intermédiaires étant quant à elles estimées par interpolation ou extrapolation. Pour la commune, le premier recensement exhaustif entrant dans le cadre du nouveau dispositif a été réalisé en 2008.

En 2022, la commune comptait 12 habitants, en évolution de −25 % par rapport à 2016 (Côte-d'Or : +0,82 %, France hors Mayotte : +2,11 %).
| 1793 | 1800 | 1806 | 1821 | 1831 | 1836 | 1841 | 1846 | 1851 |
| ---- | ---- | ---- | ---- | ---- | ---- | ---- | ---- | ---- |
| 148  | 158  | 141  | 147  | 111  | 146  | 140  | 140  | 130  |

| 1856 | 1861 | 1866 | 1872 | 1876 | 1881 | 1886 | 1891 | 1896 |
| ---- | ---- | ---- | ---- | ---- | ---- | ---- | ---- | ---- |
| 124  | 108  | 116  | 96   | 92   | 91   | 99   | 105  | 82   |

| 1901 | 1906 | 1911 | 1921 | 1926 | 1931 | 1936 | 1946 | 1954 |
| ---- | ---- | ---- | ---- | ---- | ---- | ---- | ---- | ---- |
| 103  | 83   | 73   | 70   | 77   | 68   | 85   | 69   | 59   |

| 1962 | 1968 | 1975 | 1982 | 1990 | 1999 | 2006 | 2008 | 2013 |
| ---- | ---- | ---- | ---- | ---- | ---- | ---- | ---- | ---- |
| 50   | 51   | 45   | 52   | 32   | 26   | 24   | 24   | 16   |

| 2018 | 2022 | - | - | - | - | - | - | - |
| ---- | ---- | - | - | - | - | - | - | - |
| 16   | 12   | - | - | - | - | - | - | - |

### Sports et loisirs
Le sentier de grande randonnée 2, s'approchant du cours de la Seine, traverse donc la commune.

## Culture locale et patrimoine

### Lieux et monuments
- Chapelle Sainte-Reine[23], ancienne église avant qu'Orret ne dépende de la paroisse de Baigneux-les-Juifs. C'était au XVIe siècle la chapelle d'une dépendance agricole de l'Abbaye d'Oigny. D'un plan rectangulaire avec toit à deux versants, le bâtiment est prolongé par un clocher carré à toit en pavillon masquant la moitié du pignon est, le pignon ouest est à peine séparé des maisons voisines par une étroite ruelle. Le portail en plein cintre est ouvert sur la rue dans le mur sud, il est surmonté d'un auvent et d'une sculpture représentant un visage posé sur une croix  Classé MH (1990)[24].

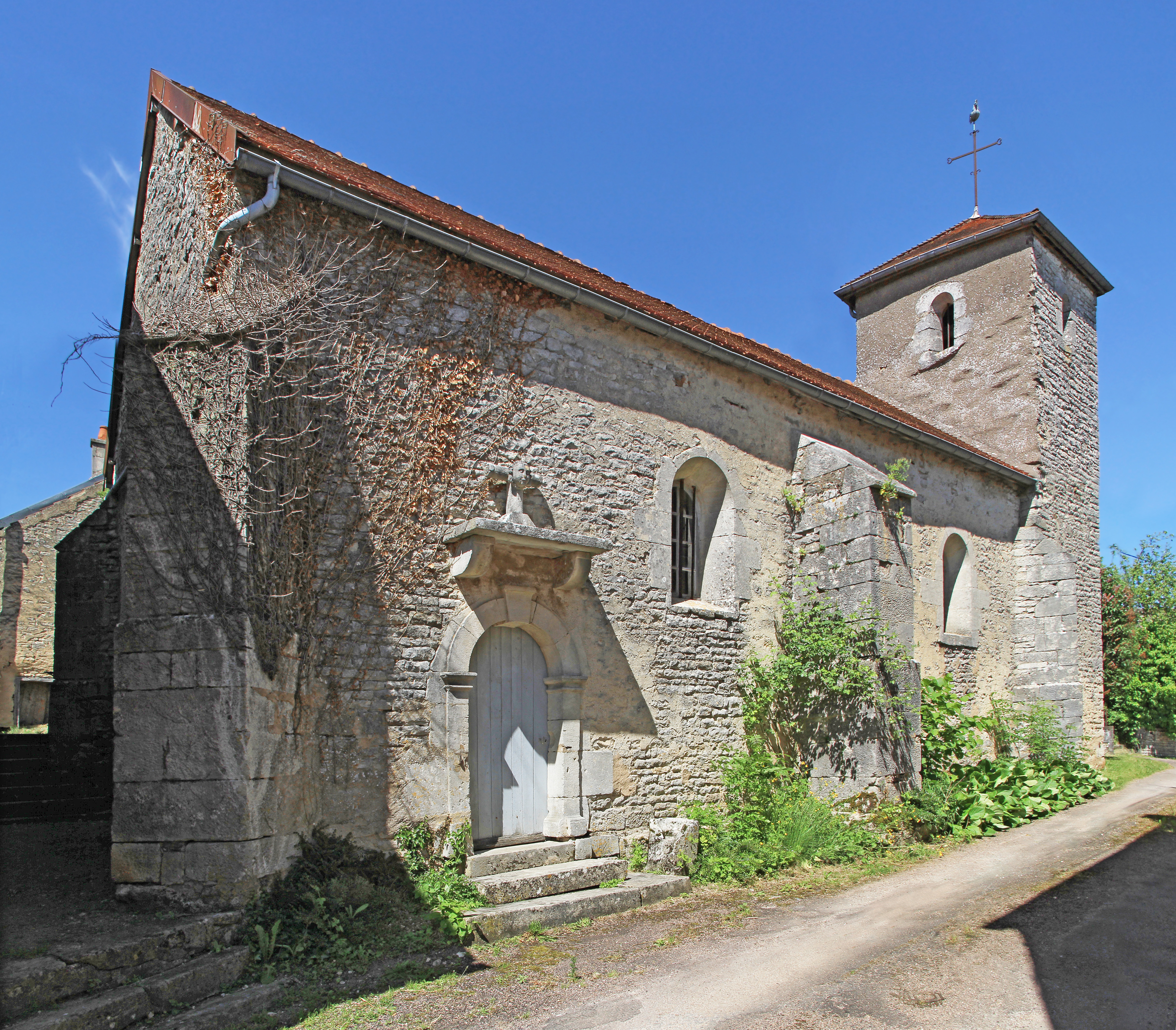
Chapelle Sainte-Reine, ancienne église....
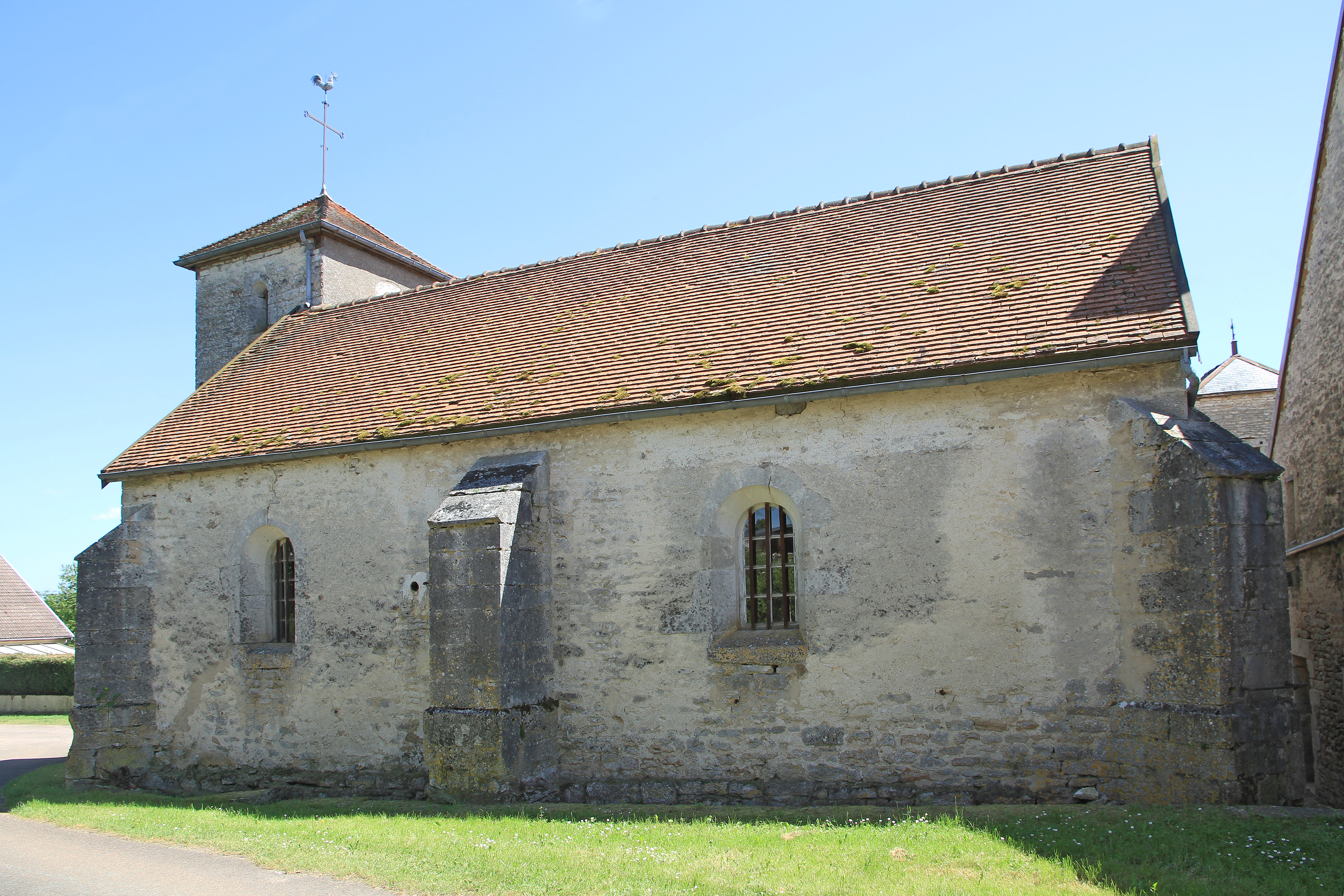
…et ancienne chapelle d'une dépendance de l'abbaye d'Oigny.
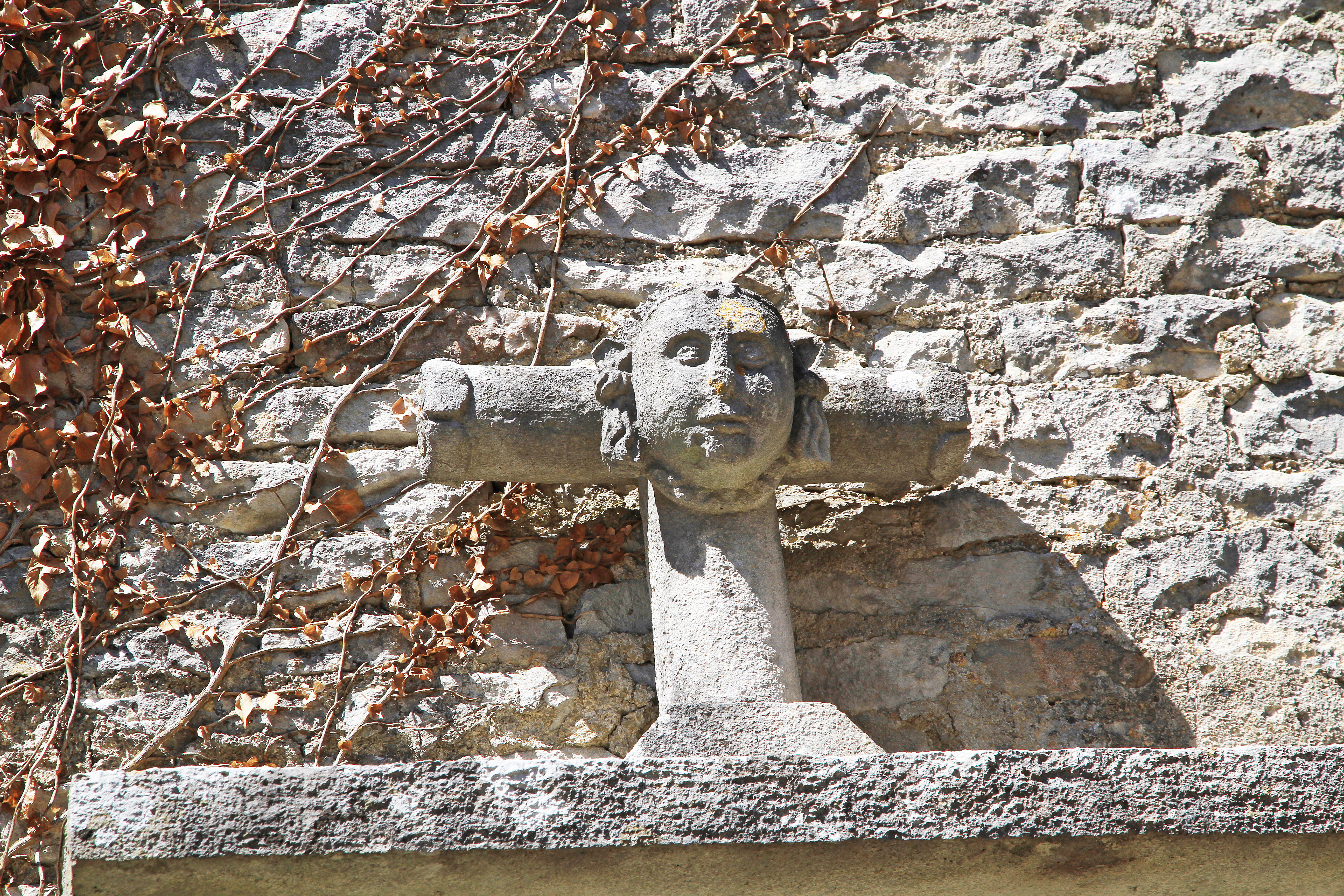
Visage sculpté sur une croix du portail.

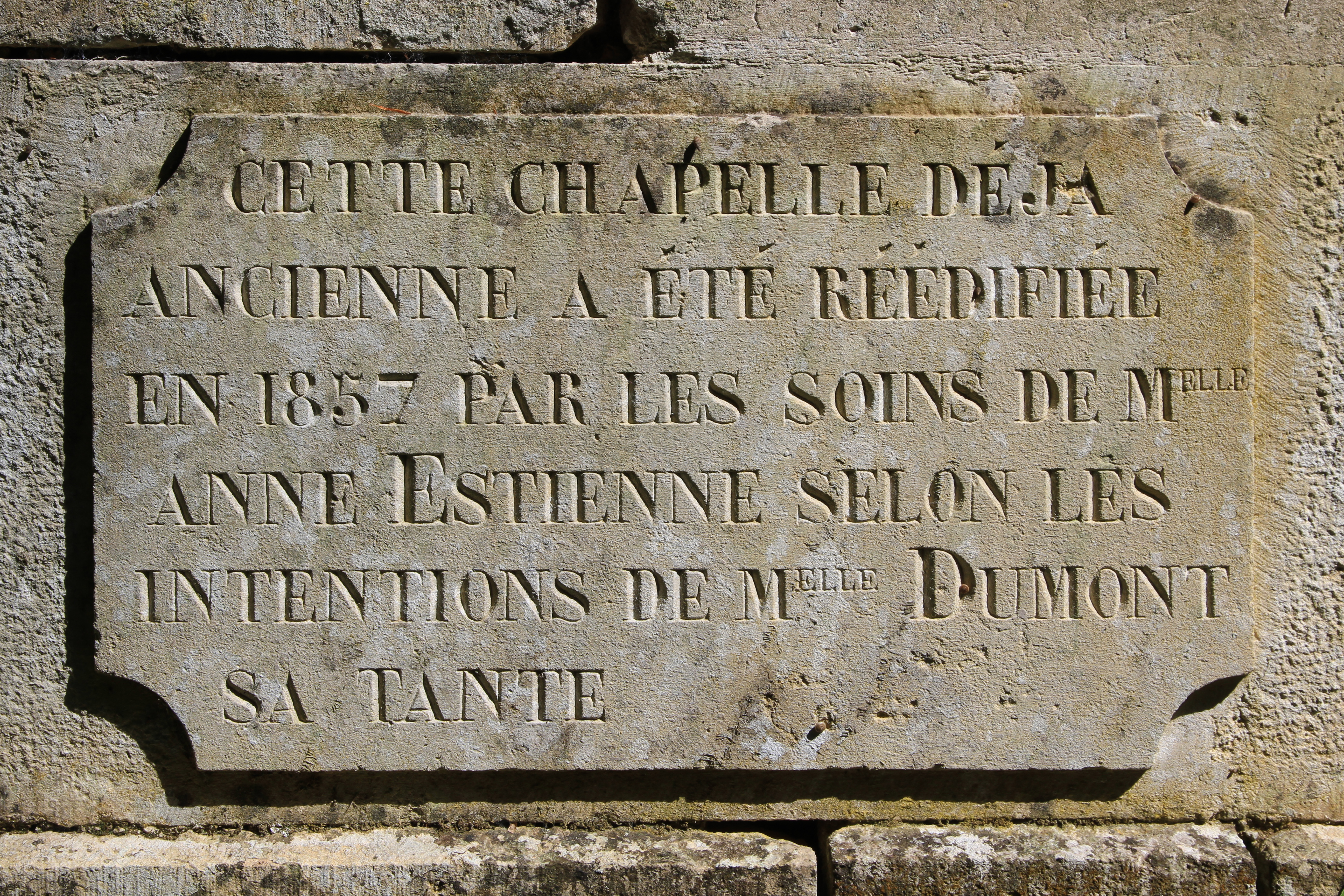
Plaque-souvenir de la chapelle

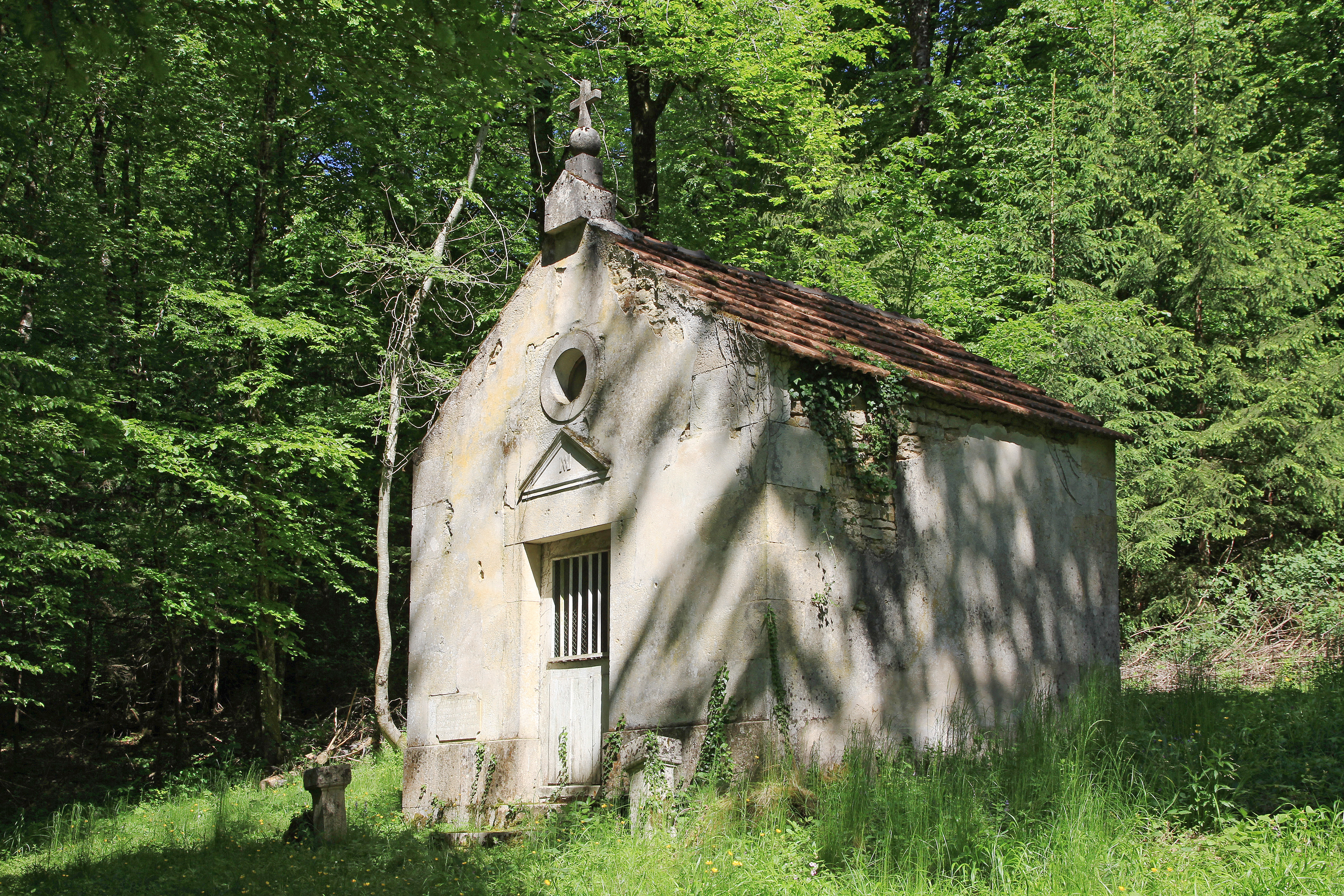
Chapelle Notre-Dame-des-Bois.
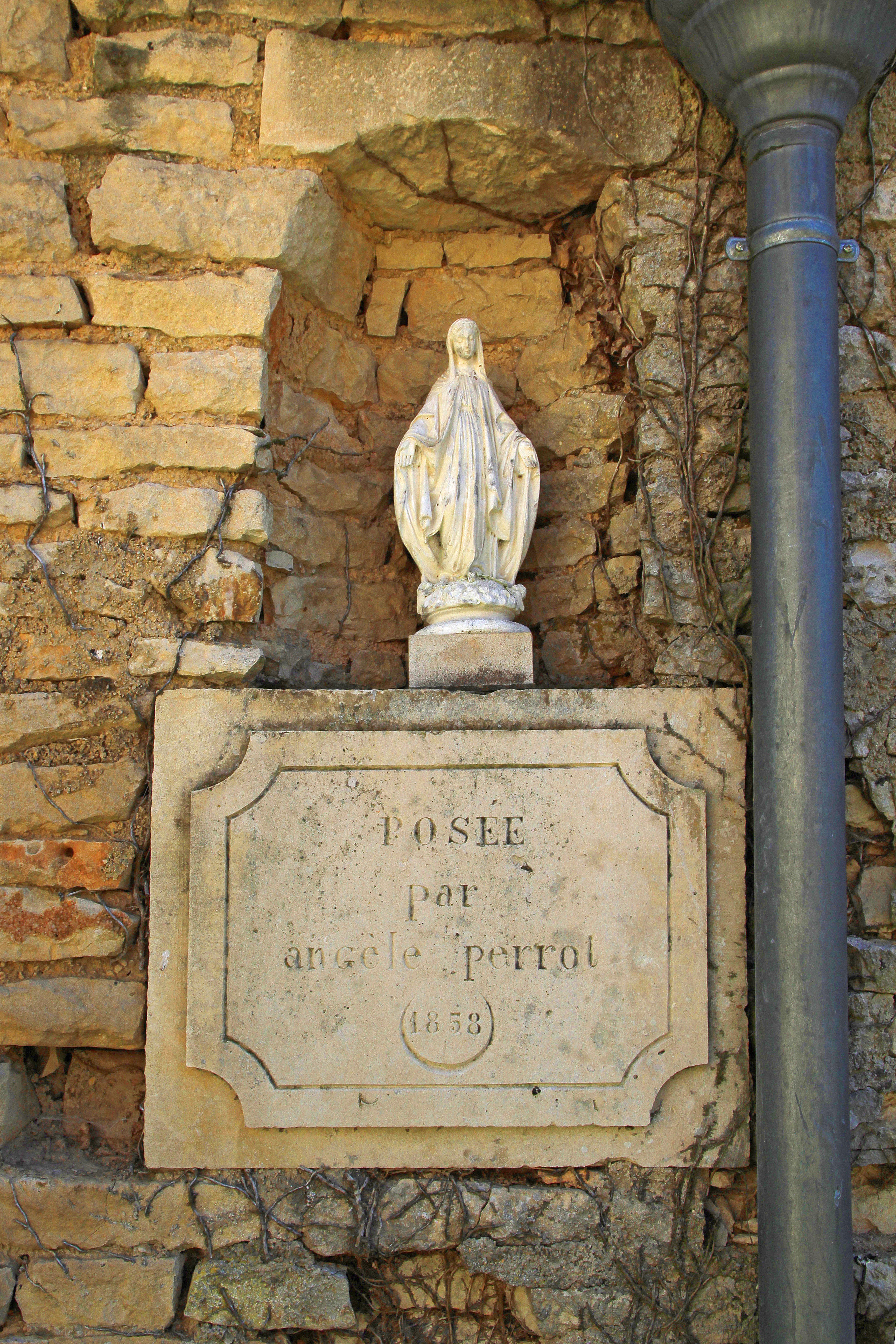
Niche "posée par Angèle Perrot 1858".

- Chapelle Notre-Dame-des-Bois[25], située en forêt de Duesme à proximité de la route forestière, en haut du versant de la Seine, dans une clairière à côté de la maison forestière. Petit bâtiment rectangulaire avec toit à deux pans, un clocheton surmonte le pignon de façade qui est égayé d'un œil de bœuf et d'un petit fronton de style grec portant le monogramme de Marie; une plaque porte la mention "cette chapelle déjà ancienne a été réédifiée en 1857 par les soins de Mlle Anne Estienne selon les intentions de Mlle Dumont sa tante". En 2015, elle est abandonnée et l'intérieur est dégradé par les intempéries  Classé MH (1990)[26].
- Mairie-École construite en 1852 (plans de 1843 selon l'abbé Lereuil[27]). C'est un bâtiment à deux niveaux sur sous-sol, en appareillage de moellons clairs en façade, constitué de deux corps accolés de taille légèrement différentes. Les pignons sont enduits, celui du nord s'orne de la grande porte en plein cintre, d'une fenêtre surmontée d'un œil de bœuf au niveau des combles et d'un clocheton à la façon des petites chapelles  Classé MH (1990)[28].

## Pour approfondir

#### Bases de données, dictionnaires et encyclopédies
- Ressources relatives à la géographie :   - Insee (communes)
  - Ldh/EHESS/Cassini
- Ressource relative à plusieurs domaines :   - Annuaire du service public français
- Notices d'autorité :   - VIAF
  - BnF (données)
  - IdRef